# Ammophila silvestris
Ammophila silvestris es una especie de avispa del género Ammophila, familia Sphecidae.

## Taxonomía
Fue descrito por primera vez en 1982 por Kirkbride.